# Bedford Jezzard
Bedford Alfred George Jezzard, auch bekannt als Beddy Jezzard, (* 19. Oktober 1927 in Clerkenwell; † 21. Mai 2005 in London) war ein englischer Fußballspieler und -trainer. Der Mittelstürmer erzielte die drittmeisten Pflichtspieltore in der Geschichte des FC Fulham.

## Sportliche Laufbahn
Jezzard wuchs in der Kleinstadt Croxley Green auf, nur einen „Katzensprung“ von Watford entfernt und nordwestlich von London gelegen. Er besuchte in Watford die Durrant Senior School und spielte während des Kriegs Fußball für den Croxley Boys Club und zeitweise auch als Amateur den FC Watford, für den er im FA Cup 1945/46 zu drei Einsätzen kam. Bevor er zu einer professionellen Sportlerkarriere ansetzen konnte, hatte er gegen Kriegsende 18 Monate in Indien im Essex-Regiment gedient und sich nach seiner Rückkehr noch einige Zeit als Fußballamateur betätigt, während er in Rickmansworth im Old Merchant Taylors' Sports Club arbeitete.
Im Juli 1948 wechselte Jezzard ins Zentrum der britischen Hauptstadt zum FC Fulham, wo ihn Trainer Joe Bacuzzi nach nur drei Einsätzen für die Reserveelf in die Profimannschaft beförderte. In der Zweitligasaison 1948/49 kam er vornehmlich als linker Halbstürmer zum Zuge, traf in 30 Ligaspielen gleich sechs Mal und führte die „Cottagers“ als Meister der Second Division auf Anhieb zum Aufstieg in die höchste englische Spielklasse. Dass die „Bäume aber nicht in den Himmel wuchsen“ merkte Jezzard schnell. In den folgenden drei Jahren tat sich sein Klub schwer, kämpfte gegen zumeist finanziell deutlich üppiger ausgestattete Konkurrenz mühevoll gegen den Abstieg und mit einem Schnitt von etwas mehr als acht Ligatoren pro Saison war der auf verschiedenen Stürmerpositionen eingesetzte Jezzard zwar ein solider Angreifer, aber letztlich noch nicht der erhoffte Torjäger.
Dies änderte sich nach dem Abstieg im Jahr 1952 als Tabellenletzter fundamental. In den folgenden vier Jahren bis 1956 war Jezzard als Mittelstürmer und Leitfigur im Angriffszentrum unumstritten. Nicht weniger als 123 Ligatore erzielte er in der Second Division und gleich 38 mal netzte er an der Seite des „Strategen“ Johnny Haynes und des filigranen Bobby Robson in seiner besten Saison 1953/54 ins gegnerische Gehäuse ein. Jezzard war dabei ein Zentrumsstürmer „klassischer Prägung“, der sehr viel Wert auf seine physische Präsenz legte. Die Technik gehörte nicht zu den Stärken und obwohl er häufig unter Gewichtsproblemen litt – vor allem in Zeiten fehlender sportlicher Betätigung, wodurch er sich von seinen Mannschaftskameraden den Spitznamen „Pudding“ einhandelte –, gehörte er zu den schnelleren Angreifern zu seiner Zeit. Dazu war er mit beiden Füßen gleichsam schussstark und auch bei Kopfbällen gefährlich. Im Mai 1954 verdiente er sich damit einen Premiereneinsatz in der englischen Nationalmannschaft, der jedoch mit einer historischen 1:7-Niederlage gegen Ungarn in Budapest gehörig misslang. Sein zweites und A-Länderspiel fand im Oktober 1955 gegen Nordirland statt; es endete mit einem 3:0-Sieg, aber obwohl er alle Tore vorbereitete, ging er selbst erneut leer aus. Weitaus erfolgreicher waren da seine drei Auftritte in der B-Nationalmannschaft, bei denen Jezzard insgesamt sechs Tore schoss.
Das Ende der aktiven Karriere kam ebenso schnell wie unverhofft. Während einer Tournee der Football Association durch Südafrika zog sich Jezzard im Sommer 1956 einen derart komplizierten Beinbruch zu, dass dieser nie wieder in einem professionellen Fußballspiel auf dem Feld stehen sollte. Die von ihm bis dahin erzielten 154 Pflichtspieltore bedeuteten damals Rekord für einen Spieler des FC Fulham, den dann später Johnny Haynes verbesserte.

## Nach der aktiven Karriere
Gut ein Jahr nach dem schmerzvollen Aus nahm Jezzard im August 1957 ein Jobangebot des FC Fulham als Jugendtrainer an. Es war der Beginn einer Erfolgsgeschichte, denn nur neun Monate später übernahm der gerade einmal 30-jährige Ex-Spieler die Nachfolge des Cheftrainers Dug Livingstone. Die Vereinsführung stellte mit den altgedienten Frank Osborne und Frank Penn erfahrene „Haudegen“ aus dem Klub an Jezzards Seite und dieser führte das junge und erfolgshungrige Team im Jahr 1959 auf Anhieb zum Aufstieg in die First Division. Dabei gelang es Jezzard, den viele seiner Schützlinge einfach „Beddy“ nannten, einen überdurchschnittlichen Kameradschaftsgeist in einer Mannschaft mit Johnny Haynes, dem Ex-Nationalstürmer Roy Bentley sowie Jim Langley, Jimmy Hill, Tosh Chamberlain, Graham Leggat und dem späteren Weltmeister George Cohen zu bündeln.
Jezzard hielt den FC Fulham fünf Jahre lang in Englands Eliteklasse und da dies zumeist mit einem kleinen Finanzbudget gelang, galt jedes Jahr des Klassenerhalts als großer Erfolg. Der Anfang vom Ende war im März 1964 der Verkauf von Alan Mullery „hinter Jezzards Rücken“. Mullery hatte seit 1958 erfolgreich für die „Cottagers“ gespielt, war einer der Leistungsträger der neuen Mannschaft und verkündete nach erfolgreichen Verhandlungen unter Federführung von Fulhams Vereinsvorsitzenden Tommy Trinder mit Tottenham Hotspur den verdutzten Mannschaftskameraden in der Halbzeit eines Ligaspiels gegen den FC Liverpool seinen bevorstehenden Wechsel. Als dann auch sein Mentor Frank Osborne im Oktober 1964 in den Ruhestand ging, folgte ihm Jezzard nur wenige Wochen später mit seinem Rücktritt.
Gerade einmal 37 Jahre alt verabschiedete sich Jezzard endgültig aus dem Fußballgeschäft, blieb aber seinen ehemaligen Mannschaftskollegen verbunden und war häufiger als Zuschauer in Craven Cottage zu sehen. Lange Jahre verdingte er sich im Familienbetrieb als Wirt in Hammersmith und verstarb im Mai 2005.